# Contaminación lumínica

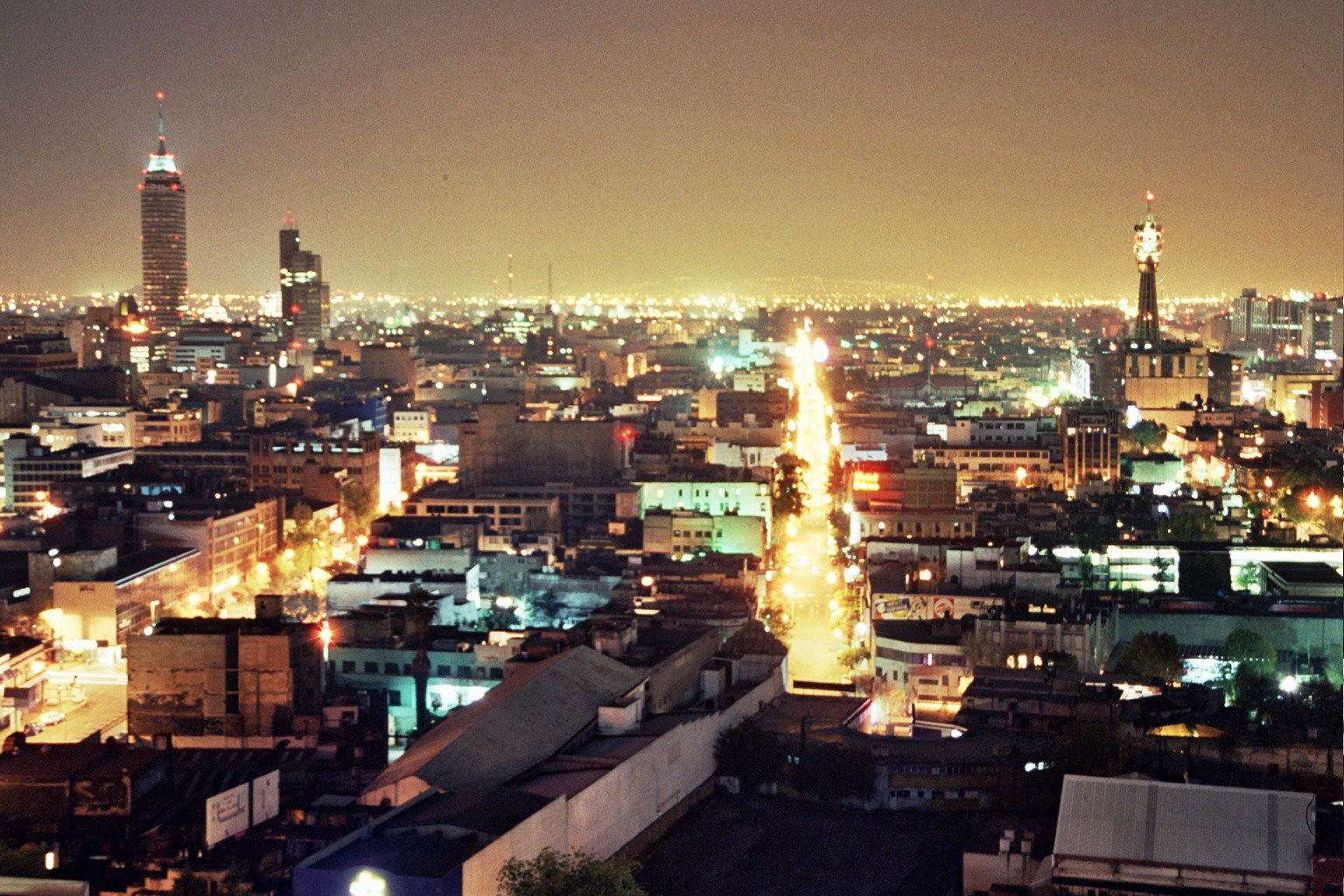
Ciudad de México de noche, con el cielo iluminado por la contaminación lumínica en 2005

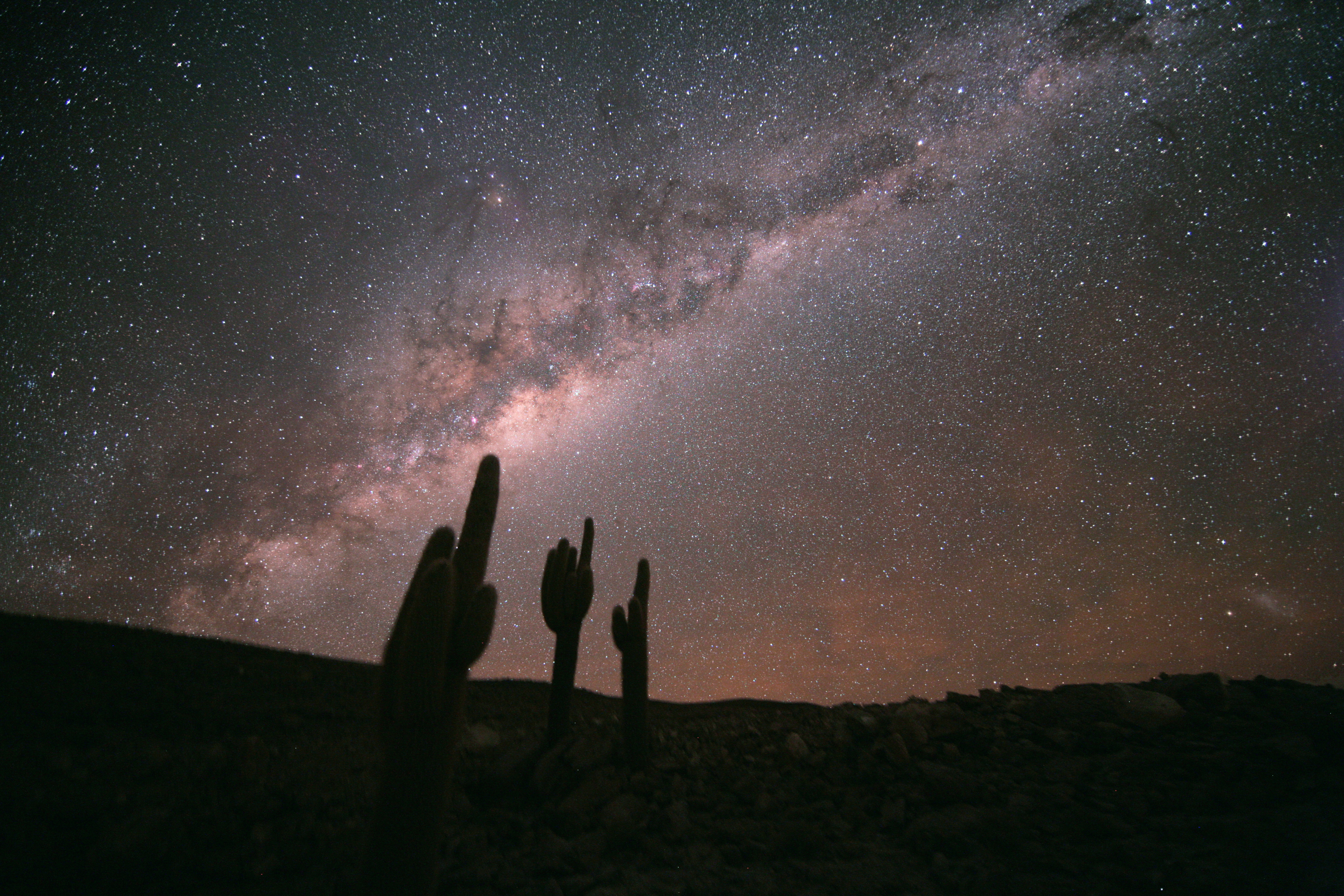
En los cielos libres de contaminación lumínica se puede ver la Vía Láctea.

La definición de la  contaminación lumínica es algo bastante discutido. Una de las definiciones establece que la introducción de luz artificial produce una degradación de los ecosistemas o el estado natural. Actualmente, la ONU lo considera un subtipo de contaminación del aire. Sin embargo, existe también una definición operacional que limita a la degradación lumínica como aquellas emisiones lumínicas de fuentes artificiales de la luz en la noche en intensidades, direcciones, diarios u horarios innecesarios para la realización de actividades en la zona en la que se instalan las fuentes. 
La principal diferencia entre estas definiciones es que, en la primera, prácticamente toda iluminación nocturna causaría contaminación lumínica; y en la segunda, tan solo las instalaciones que emiten variedad de luz. Los efectos de la luz artificial en la naturaleza están probados independientemente de la eficiencia de los sistemas de iluminación.
La principal razón de ser es la de proporcionar la luz suficiente para realizar ciertas tareas y una sensación de seguridad (si la luz produce una seguridad real está en discusión). Sin embargo, un ineficiente y mal diseñado alumbrado exterior, la utilización de proyectores y cañones láser, la inexistente regulación del horario de apagado de iluminaciones publicitarias, monumentales u ornamentales, etc., generan un problema cada vez más extendido.
Como consecuencia de estos fenómenos, las ciudades se han desligado de su entorno y, junto con la contaminación, han generado una cápsula que impide disfrutar los cielos estrellados aún en condiciones climáticas adecuadas. Esta interferencia astronómica (que disminuye y distorsiona el brillo de las estrellas o cualquier objeto estelar afectando el trabajo de observatorios y astrónomos), se da durante la noche en las cercanías de las ciudades. Por este motivo, los observatorios astronómicos importantes se asientan en regiones alejadas de las urbes.
La contaminación lumínica tiene como manifestación más evidente el aumento del brillo del cielo nocturno, por reflexión y difusión de la luz artificial en los gases y en las partículas del aire urbano (smog, contaminación, etc), de forma que se disminuye la visibilidad de las estrellas y demás objetos celestes.

## Consecuencias

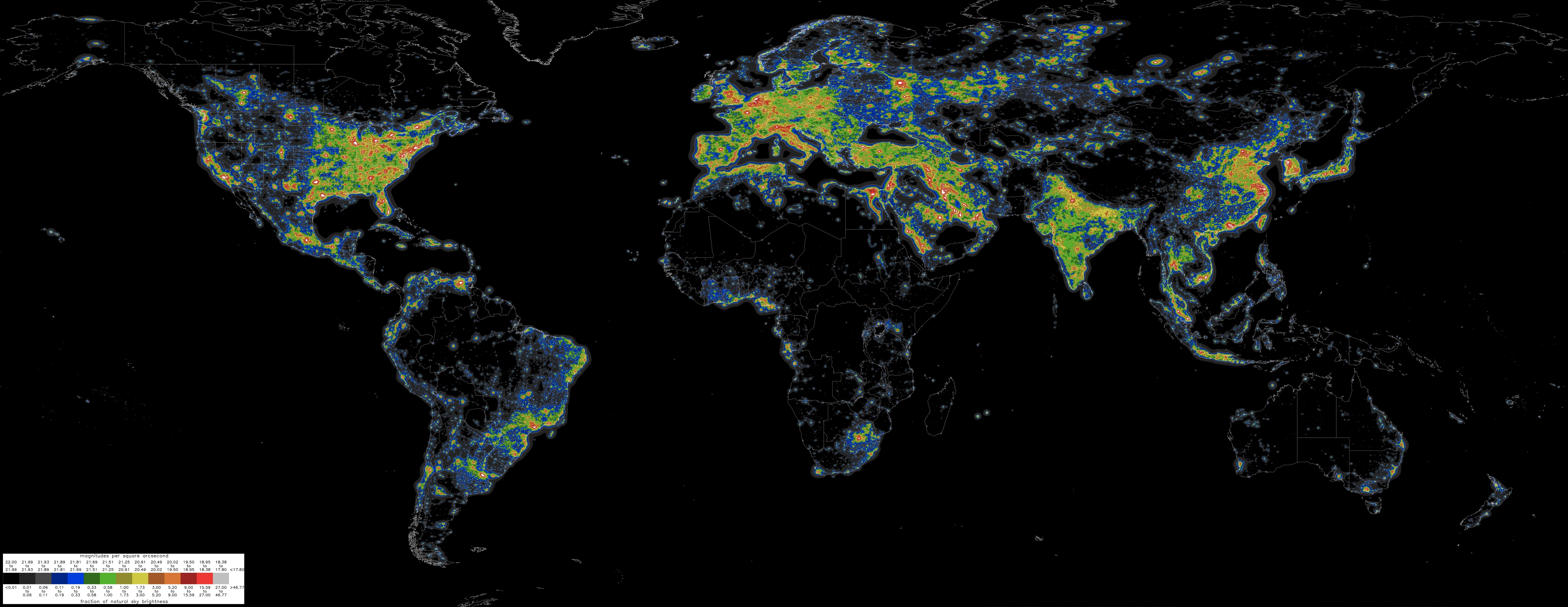
Mapamundi de la contaminación lumínica. Los colores falsos muestran intensidades de brillo de fuentes de luz artificial alrededor del mundo.

Sobre la contaminación lumínica, hasta el momento, existe escasa conciencia social, pese a que genera numerosas y perjudiciales consecuencias como el desperdicio de energía (y las emisiones de gases de invernadero resultantes de su producción), el daño a los ecosistemas nocturnos, los efectos dañinos a la salud en humanos y animales, las dificultades para el tráfico aéreo y marítimo, las dificultades para la astronomía y la pérdida en general de la percepción del Universo a gran escala. Es probable que muchos de los efectos negativos de la contaminación lumínica sean desconocidos aún.
Es indudable que el alumbrado exterior es un logro que hace posible desarrollar múltiples actividades en la noche, pero es imprescindible iluminar de forma adecuada, evitando la emisión de luz directa a la atmósfera y empleando la cantidad de luz estrictamente necesaria allí donde necesitamos ver. Toda luz enviada lateralmente, hacia arriba o hacia los espacios en donde no es necesaria, no proporciona seguridad ni visibilidad y es un despilfarro de energía y dinero.
Estos perjuicios no se limitan al entorno del lugar dónde se produce la contaminación —poblaciones, polígonos industriales, áreas comerciales, carreteras, etc.—, sino que la luz se difunde por la atmósfera y su efecto se deja sentir hasta centenares de kilómetros desde su origen.
Además, la contaminación lumínica puede provocar plagas y cambios persistentes en el medio ambiente.
Al incrementarse más el brillo del cielo, acaban por desaparecer también, de forma progresiva, las estrellas, con lo que, al final, solamente las más brillantes, algunos planetas y la Luna resultan visibles en medio de un cielo urbano neblinoso de color gris-anaranjado. Si consideramos que, en condiciones óptimas, nuestro ojo alcanza a distinguir estrellas hasta la sexta magnitud, lo que supone poder alcanzar a ver unas 3000 en verano, podremos juzgar con equidad la magnitud de lo que nos perdemos.
El efecto de la contaminación lumínica trastoca esa fuente de valores culturales, históricos y científicos que nos han permitido ubicarnos en el universo. Poco a poco, nos despoja de esa ventana intrigante y extraordinaria que nos reafirma como seres humanos; ese exceso de iluminación nocturna innecesaria nos arrebata el derecho a disfrutar de los cielos oscuros.
El cielo oscuro ha sido y es necesario para la astronomía, la ciencia que ha ayudado a los marinos a viajar por todo lo largo y ancho de este mundo. Desde el siglo XVII, se han venido perfeccionando las cartas del cielo, que eran efemérides elaboradas para su uso en la navegación. Estas cartas del cielo se hicieron a lo largo de los siglos XVII a XIX, en observatorios que estaban, en general, en los centros de las mayores ciudades europeas. Recuérdese el caso de los Observatorios de Greenwich, en Londres; del Observatorio de París; del Observatorio Nacional español, en el madrileño Parque del Retiro, o del Observatorio Nacional de México, instalado primeramente en pleno Bosque de Chapultepec. Gran parte del estudio de las estrellas y nebulosas realizado entre los siglos XVIII y XIX se lleva a cabo en estos observatorios. Hasta casi finales del siglo XIX, el uso de iluminación era muy escaso, con lámparas que equivalían en el mejor de los casos a una bombilla moderna de 2.5 vatios. Esto explica que la observación astronómica pudiese hacerse sin grandes problemas desde el mismo centro de las ciudades. A partir de la invención de la electricidad comercial, en el siglo XX se inició un proceso imparable de iluminar cada vez más las ciudades. Iluminar era signo de modernidad, y seguridad. A mitad del siglo XX la implantación de lámparas en las ciudades es una prioridad. A finales de siglo la iluminación es ya omnipresente, inutilizando los antiguos observatorios. Así, la observación astronómica profesional, que antes se podía hacer desde las ciudades, hoy se hace normalmente desde sitios remotos, altas montañas o enclaves singulares. Incluso estos enclaves se ven en muchas ocasiones amenazados por el exceso de iluminación de ciudades más o menos cercanas, hasta el punto de que algunos observatorios profesionales pueden verse amenazados en corto tiempo si no se toman medidas.
Además, se ha demostrado en los últimos años que una exposición prolongada de los árboles a luz artificial puede provocar que los árboles se descontrolen y crezcan en momentos inadecuados.
La contaminación lumínica produce un incremento de la contaminación del aire al inhibir en parte las reacciones químicas que hacen depositarse a los Óxidos de nitrógeno en forma de nitratos.

### Contaminación lumínica y CO2
Cada vez, un habitante necesita más energía, entre otros motivos para los aparatos eléctricos (televisores, lavadoras, ordenadores...) provocando que un ciudadano de un país industrializado gaste unas 100 veces más que un habitante del tercer mundo.
La contaminación lumínica está relacionada en parte con un aumento del CO2 debido a que para producir electricidad se necesitan centrales térmicas (aparte de energías renovables) y esto produce un aumento notable de la contaminación medioambiental.

#### Biodiversidad y contaminación lumínica

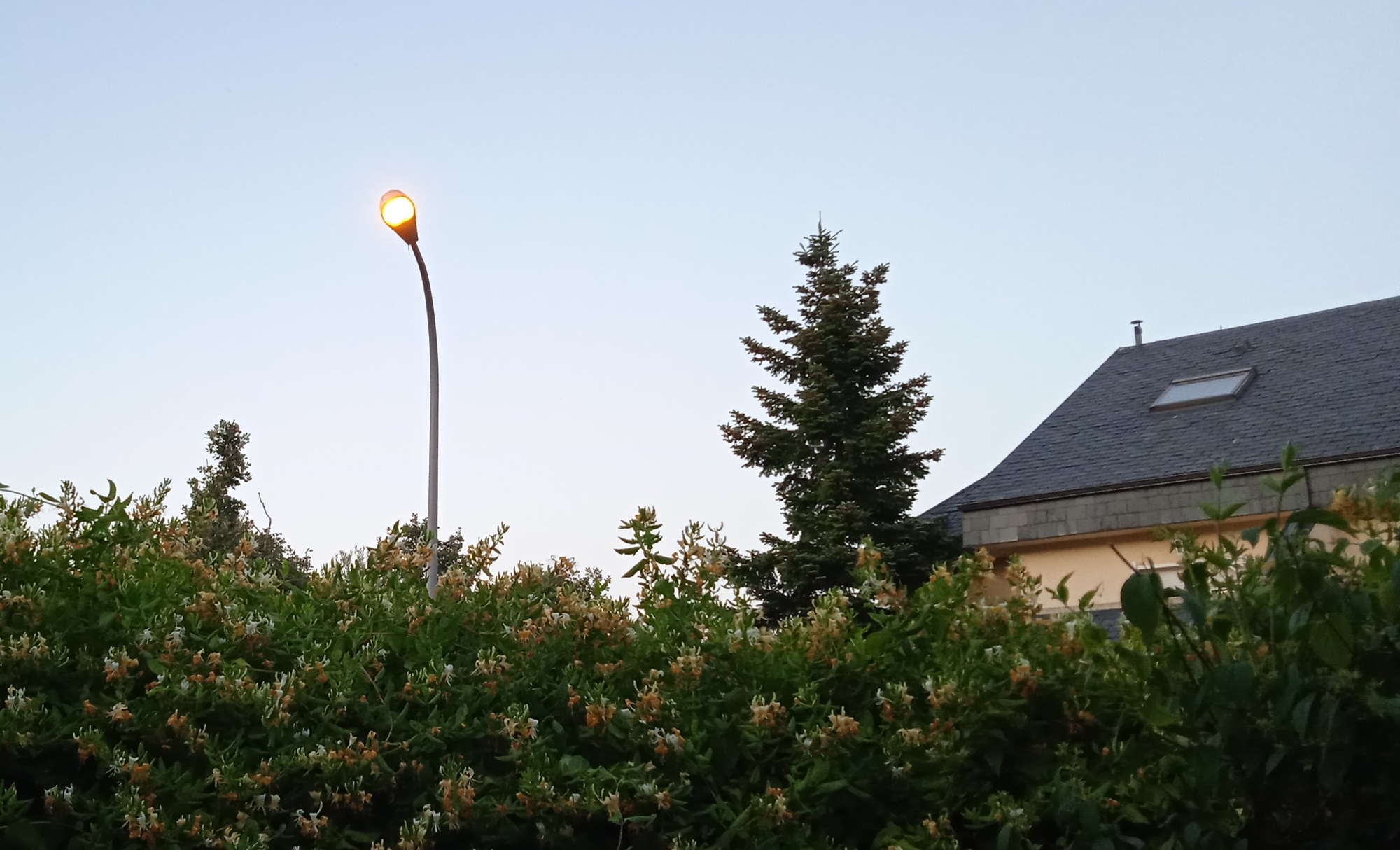
Farola girada hacia la zona de casas para evitar iluminar el campo adyacente

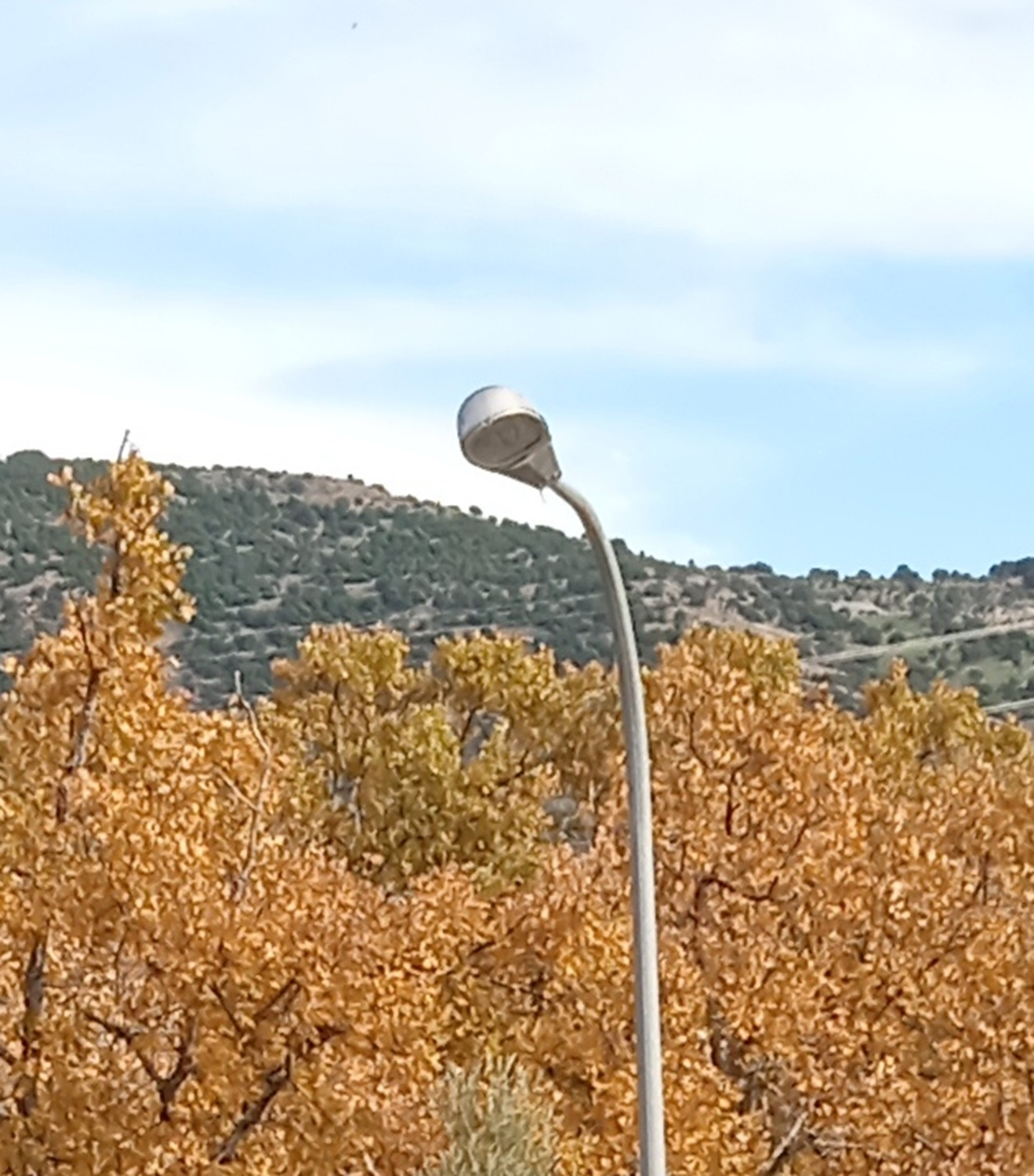
La farola se orienta hacia la zona urbanizada, respetando el campo

Muchas especies de animales son de hábitos nocturnos. Esto significa que buena parte de sus actividades (campeo, búsqueda de alimentos, desplazamientos migratorios, apareamiento, oviposición, etc.) se desarrollan entre la puesta de sol y el amanecer. El ser humano está adaptado evolutivamente a tener un ciclo circadiano de actividad en horas diurnas y dejando las horas nocturnas para el descanso.
El ser humano ha desarrollado todo tipo de sistemas de alumbrado que le permiten iluminar sus horas de oscuridad, y cuando esto sucede en zonas exteriores y especialmente fuera de los núcleos urbanos, pueden aparecer una serie de interferencias con el resto de las especies.
Se ha utilizado el término «interferencia» para señalar que el alumbrado exterior altera de manera más o menos significativa la actividad de ciertas especies eminentemente nocturnas, sin llegar a provocar en la mayoría de los casos una «aniquilación» directa de las poblaciones afectadas. En los últimos años,la literatura científica ha identificado numerosos grupos zoológicos afectados por la contaminación lumínica, así como diversas formas de impactos sobre la biodiversidad que erosionan las poblaciones de muchas especies. En efecto, se han recogido las consecuencias ecológicas del alumbrado exterior sobre mamíferos voladores y terrestres, aves, anfibios, reptiles, peces, zooplancton. . . en definitiva, todos los grupos zoológicos existentes. Pero quizás uno de los grupos más significativos, tanto por su importante contribución a la biodiversidad en cifras absolutas como su posición en la cadena trófica, es el de los insectos. En este grupo zoológico, el alumbrado exterior provoca un comportamiento de hiperestímulo que se conoce como «vuelo a la luz». La base de este comportamiento es difícil de entender porque los cálculos y circuitos que se usan para el control del vuelo están pobremente estudiados. El vuelo a la luz se traduce en tres grandes impactos: un efecto de cautividad (el insecto se siente atraído por la luz, muere extenuado, quemado o depredado por lo general), el efecto barrera (las fuentes de luz actúan como barreras migratorias o de dispersión) o el llamado efecto aspirador (los insectos son «extraídos» de sus hábitats naturales). En cuanto a los efectos sobre la fisiología de los insectos atrapados, se han descrito todo tipo de alteraciones, con consecuencias permanentes o de carácter temporal, sobre la visión, la navegación, la oviposición y el apareamiento, los insectos son el grupo zoológico más numeroso en prácticamente todos los ecosistemas terrestres. Además suponen el alimento base para el resto de la cadena trófica y cumplen funciones vitales como la polinización de las plantas.

## Medición
En general, la contaminación lumínica se mide en unidades de radiancia espectral. Esta puede medirse de manera directa, observando las fuentes de luz o indirecta midiendo la luz difundida.
Para medir luz directa y luz difundida hay varios métodos, tales como cámaras réflex digitales calibradas, fotómetros, luminancímetros, etc.
Imágenes de satélite de los instrumentos VIIRS, las imágenes de los astronautas de la Estación Espacial Internacional o SDGSAT-1 son las principales fuentes de medida en órbita.
Sin embargo, habitualmente se usan otras unidades como proxy. Por ejemplo, el brillo de cielo en determinada banda.
El brillo del firmamento nocturno se mide en mag/arcsec2 (magnitud entre arcosegundo cuadrado).
El cielo más oscuro posible tiene un valor máximo de alrededor de 22 mag/arcsec2; una noche con claro de luna, alrededor de 18 (40 veces más luminoso); áreas densamente pobladas, de 17 (100 veces más luminoso) e incluso menos.
Téngase en cuenta que es una medición de un área diminuta del cielo, de manera que la mayor oscuridad corresponderá normalmente con el cénit y puede aumentar bastante conforme bajamos hacia el horizonte, y variar con la orientación.
Existen varias redes de medida de brillo de cielo, tales como la Globe at Night - Sky brightness Network, la red TESS operada por la fundación Stars4ALL, la red de fotómetros de la Red Española de Estudios de Contaminación Lumínica, la red de MeteoGalicia, que incluye actualmente la medición del brillo del cielo nocturno en 14 de sus estaciones meteorológicas, o la red de 240 fotómetros (TESS y SGWAS) de la Diputación de Badajoz, que permite medir la evolución del brillo del cielo nocturno en la provincia.
La manera tradicional de medir este brillo de cielo es el uso de un fotómetro, como el Sky Quality Meter, sin embargo se sabe que tiene series limitaciones, por no tener información de color. Algo que ocurre también con VIIRS. Siendo las mejores fuentes de información, las cámaras DSLR, fotómetros con varios filtros, imágenes de la ISS, SDGSAT-1, etc.
En este sentido, se aprobó un manifiesto en la ciudad de Granada(España) en noviembre de 2023, indicando la necesidad de monitorizar la contaminación lumínica y las necesidades mínimas para su monitorización.

## Intrusión lumínica
La intrusión lumínica se produce cuando la luz artificial procedente de la calle entra por las ventanas invadiendo el interior de las viviendas. Debido a que normalmente entra un cierto porcentaje de luz reflejada en el suelo o en las paredes, puede provocar falta de descanso así como posibilidades de alguna alteración en la vida de la ciudad. Esto resulta una gran agresión medioambiental así como una agresión a los vecinos al mismo tiempo. La introducción de los ledes está aumentando el abuso en el uso de la luz en exteriores, produciéndose casos flagrantes de intrusión, en la iluminación de exteriores en chalet con ledes, estos deben enfocar al suelo y no el vecino, y emplearse los cálidos (2700°), evitando el uso de los ledes fríos (de 5000° o más).   

### Efectos sobre la salud
A lo largo de la evolución humana, la luz estuvo más o menos restringida a las horas de luz solar, el tiempo que el sol permanecía por encima del horizonte, lo que ya no ocurre en las sociedades desarrolladas. Con la llegada de la electricidad, la luz artificial se ha convertido en un contaminante importante, y probablemente esta situación no haga más que empeorar. Aunque, hasta hace poco, no se consideraba que la exposición excesiva a la luz tuviera consecuencias fisiológicas, indudablemente las tiene.
En 2012 fue publicado un estudio capitaneado por neurocientíficos de Ohio State University Medical Center, financiado parcialmente por el Departamento de Defensa de Estados Unidos, que sugiere que exponerse por la noche a fuentes lumínicas, como pantallas de ordenador o televisión alteraría el ciclo luz-oscuridad provocando desajustes que serían causa de depresión, además de modificaciones en el hipocampo, disminución de la densidad de las espinas dendríticas y aumento del factor de necrosis tumoral (TNF). Estudios anteriores encontraron relación entre contaminación lumínica nocturna y mayor riesgo de cáncer de mama y obesidad. El informe dice además que el incremento de la tasa de trastornos del humor guarda relación con el incremento de la contaminación lumínica nocturna en las ciudades durante los últimos 50 años.
Recientemente, se ha descubierto que el uso de luces tipo "LED" en habitaciones de niños pequeños es desaconsejable porque produce alteraciones en el sueño. Hay un caso de trastorno evidente: el de aquellas personas que en verano necesitan imperiosamente abrir la ventana para dormir y no pueden hacerlo si tienen la mala suerte de tener un foco luminoso frente a ella. Esto produce alteraciones en la vida social, que si no se remedian pueden llegar a ser graves. Los posibles síntomas de la falta de sueño gracias a las luces demasiado potentes son usualmente: sueño inquieto, ausencia de reposo, insomnio, cansancio y nerviosismo.

## Propuestas para posibles soluciones
No se debe confundir el intento de minimizar la contaminación lumínica con la idea de dejar a las ciudades con una iluminación deficiente, Al contrario, las acciones a  llevar a cabo para reducir la contaminación lumínica suelen llevar asociadas mejoras de la calidad de la iluminación ambiental, desde comienzos de los años 1980 existen diferentes movimientos organizados de gente preocupada por este problema y que promueven campañas de prevención de la contaminación lumínica. Es posible aplicar medidas que, manteniendo un correcto nivel de iluminación, llevarían a prevenir el problema de la contaminación lumínica como las siguientes:
1. Impedir que la luz se emita por encima de la horizontal y dirigirla sólo allí donde es necesaria. Emplear de forma generalizada luminarias apantalladas cuyo flujo luminoso se dirija únicamente hacia abajo.
2. Usar lámparas de espectro poco contaminante y gran eficiencia energética, preferentemente de vapor de sodio a baja presión (VSBP) o de vapor de sodio a alta presión (VSAP), con una potencia adecuada al uso.
3. Iluminar exclusivamente aquellas áreas que lo necesiten, de arriba hacia abajo y sin dejar que la luz escape fuera de estas zonas
4. Ajustar los niveles de iluminación en el suelo tan bajos como sea posible ALARP.[26]
5. Regular el apagado de iluminaciones ornamentales, monumentales y publicitarias.
6. Prohibir los cañones de luz o láser y cualquier proyector que envíe la luz hacia el cielo.
7. Reducir el consumo en horas de menor actividad, mediante el empleo de reductores de flujo en la red pública o el apagado selectivo de luminarias. Apagar totalmente las luminarias que no sean necesarias.

Para medir la calidad del cielo, se utilizan escalas cómo por ejemplo la escala de cielo oscuro de Bortle.
El 20 de abril de 2007 se promulgó la Declaración de la Palma por el derecho a observar las estrellas, con el apoyo de la Unesco.

## Contaminación lumínica en el mundo
La tendencia actual de la contaminación lumínica es al alza, a un ritmo mínimo de un 2.2% en intensidad y área. En general, se sabe que este ritmo es menor que el real debido a que el instrumento VIIRS del satélite Suomi NPP no es sensible a la luz azul y sí sensible a la luz infrarroja. Esto supone que, desde 1992 a 2017, el crecimiento mínimo fue de un 49%, pudiendo llegando a ser de hasta un 270% dependiendo de la banda de observación y lugar.
En 2024, el 80% del planeta Tierra está afectado por la contaminación lumínica, limitando la visibilidad del cielo nocturno y provocando que una de cada tres personas apenas puede ver el cielo estrellado.

## Contaminación lumínica en Europa
La contaminación lumínica en Europa es muy desigual entre países. Países como Alemania o Austria presentan niveles muy bajos de contaminación lumínica por habitante, frente a otros países como España, Italia, Bélgica, Grecia y Portugal que presentan niveles muy elevados de contaminación lumínica. En principio se especula con que esto sea debido a factores culturales en los que pueda estar involucrada el nivel de corrupción en esos países. Las medidas conjuntas del Suomi-NPP y la [Estación Espacial Internacional] indican que la contaminación lumínica se incremento en un 11 % entre 2012-13 y 2017-20 en la banda verde y 24 % en la banda azul en el mismo periodo. Esto es debido principalmente a la introducción de la tecnología led de manera inadecuada.

### Contaminación lumínica en España

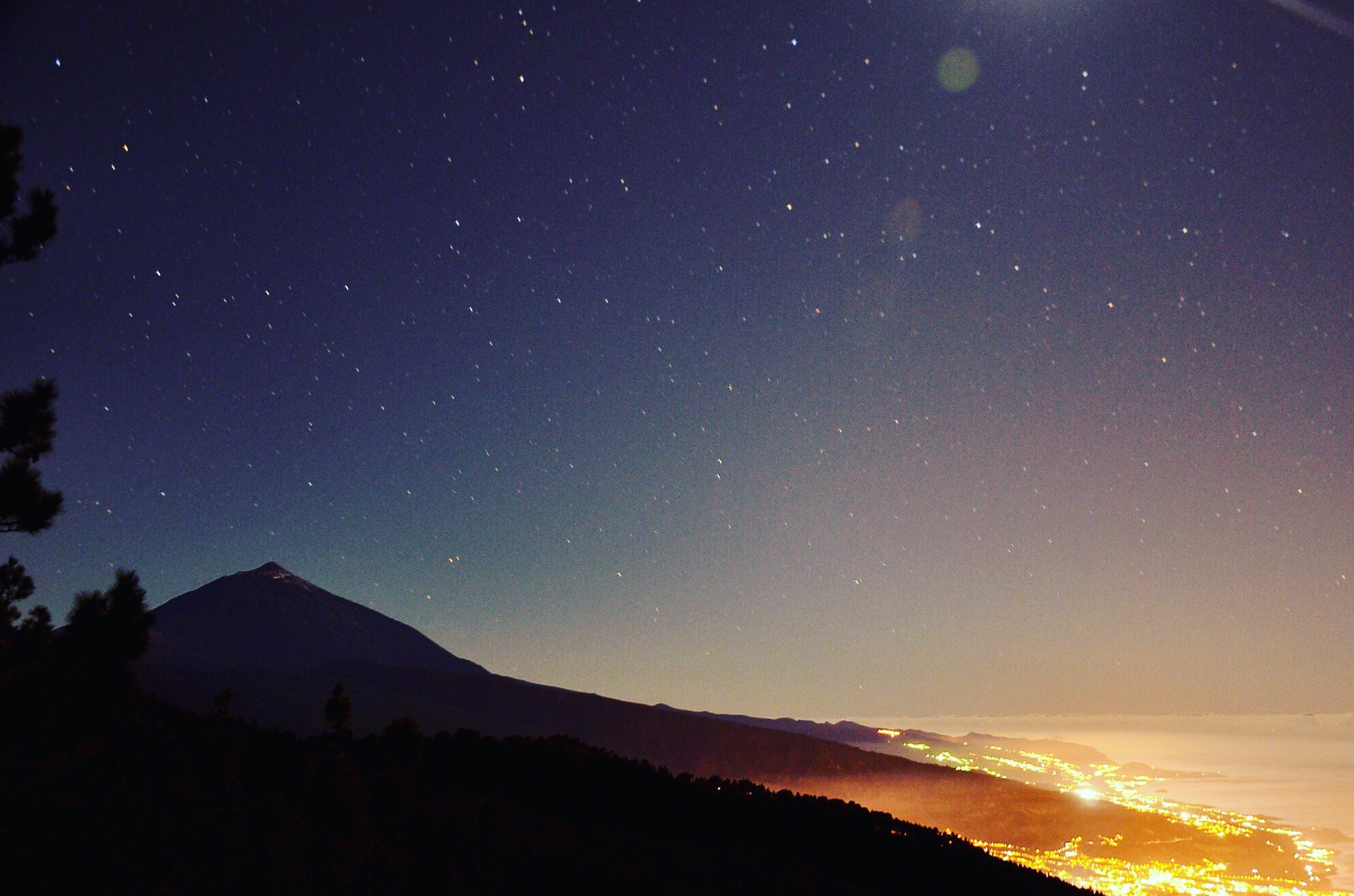
Contaminación lumínica en Tenerife

España es uno de los países de Europa más afectados por la contaminación lumínica y el primero en cuanto a gastos de kWh por habitante. Gastaba unos 450 millones de euros al año para la iluminación de las calles, ciudades y casas en 2007. En 2012 gasta cerca de los 820 millones de euros debido al aumento de la tarifa eléctrica. Mientras que en otros países como en Alemania, un habitante gasta 45 kWh, en España se gastan 116kWh por habitante
Según un estudio de la Comisión, España es el segundo país de la UE que menos bombillas de bajo consumo usa.
En 2024, los casi nueve millones de puntos de luz que forman el alumbrado público exterior consumen 5.296 GWh de electricidad al año, lo que supone alrededor del 2% de todo el consumo del país.
Andalucía, Levante (Comunidad Valenciana y Región de Murcia), Cataluña, Madrid, Cantábrico-Valle del Ebro y el eje atlántico (La Coruña-Lisboa) son las áreas contaminadas en la península ibérica.

#### Cantabria
Cantabria es una de las provincias más afectadas por la contaminación lumínica debido a que la contaminación en la capital es muy intensa. 

#### Comunidad Valenciana
La Comunidad Valenciana tiene récord en cuanto a emisiones de contaminación lumínica respecta. La zona metropolitana de Valencia con la mitad de población que Barcelona emite un poco más de contaminación lumínica que la ciudad de Barcelona, y la zona de Alicante, con un tercio de la población de Barcelona emite la misma contaminación lumínica que la zona metropolitana de Barcelona.
Valencia es la ciudad que ha registrado el mayor índice de kWh por habitante de España (127 kWh frente a 61,5 kWh por habitante de la capital, Madrid).

#### Comunidad de Madrid
La polución en Madrid es enorme. La contaminación lumínica también. La contaminación lumínica de Madrid se puede divisar hasta a 100 km, siendo visible en las provincias de: Toledo, Cuenca, Ávila, Segovia, Teruel, Soria, Guadalajara e incluso en las provincias de Burgos y Ciudad Real. Todo esto supone una excesiva iluminación de las calles y por lo tanto un gran gasto eléctrico; es más, Madrid gastó en 2007 45 millones de € en iluminación de las calles.

#### Región de Murcia
Prácticamente todos los habitantes de la Región de Murcia viven bajo un cielo nocturno contaminado, siendo la contaminación lumínica particularmente intensa en las comarcas del Mar Menor y Campo de Cartagena, municipio de Murcia y limítrofes, Lorca, Totana, Yecla y alrededores de estas poblaciones, de forma que un 75% de la población de la Región, ha perdido la visibilidad a ojo desnudo de la Vía Láctea.